# 1978 no cinema

## Principais filmes estreados em 1978
- Ai no bōrē, de Nagisa Ōshima
- L'albero degli zoccoli, de Ermanno Olmi
- L'argent des autres, de Christian de Chalonge, com Jean-Louis Trintignant e Catherine Deneuve
- Animal House, de John Landis, com Tom Hulce e Kevin Bacon
- Bilbao, de Bigas Luna
- Blue Collar, de Paul Schrader, com Richard Pryor e Harvey Keitel
- The Boys from Brazil, de Franklin J. Schaffner, com Gregory Peck, Laurence Olivier e James Mason
- La cage aux folles, de Édouard Molinaro, com Ugo Tognazzi e Michel Serrault
- California Suite, de Herbert Ross, com Jane Fonda, Alan Alda, Maggie Smith, Michael Caine e Walter Matthau
- I Spit on your Grave, de Neir Zarchi com Camille Keaton
- La chambre verte, de e com François Truffaut
- Chuvas de Verão, de Carlos Diegues, com Roberto Bonfim, Daniel Filho e Marieta Severo
- Ciao maschio, de Marco Ferreri, com Gérard Depardieu e Marcello Mastroianni
- Coming Home, de Hal Ashby, com Jane Fonda, Jon Voight e Bruce Dern
- Così come sei, de Alberto Lattuada, com Marcello Mastroianni e Nastassja Kinski
- A Dama do Lotação, de Neville de Almeida, com Sónia Braga, Nuno Leal Maia, Paulo César Peréio e Cláudio Marzo
- Dawn of the Dead, de George A. Romero
- Days of Heaven, de Terrence Malick, com Richard Gere, Brooke Adams e Sam Shepard
- The Deer Hunter, de Michael Cimino, com Robert De Niro, Christopher Walken, John Cazale e Meryl Streep
- Despair, de Rainer Werner Fassbinder, com Dirk Bogarde
- Deutschland im Herbst, filme colectivo de Alexander Kluge, R. W. Fassbinder, Edgar Reitz e Volker Schlöndorff, entre outros
- The Driver, de Walter Hill, com Ryan O'Neal, Bruce Dern e Isabelle Adjani
- Eyes of Laura Mars, de Irvin Kershner, com Faye Dunaway
- Fedora, de Billy Wilder, com William Holden, Marthe Keller, José Ferrer e Henry Fonda
- The Fury, de Brian De Palma, com Kirk Douglas, John Cassavetes e Amy Irving
- Grease, de Randal Kleiser, com John Travolta e Olivia Newton-John
- Halloween, de John Carpenter, com Jamie Lee Curtis e Donald Pleasence
- Heaven Can Wait (1978), de e com Warren Beatty e com Julie Christie e James Mason
- Une histoire simple, de Claude Sautet, com Romy Schneider e Claude Brasseur
- Sonata de Outono, de Ingmar Bergman, com Ingrid Bergman, Liv Ullmann, Gunnar Björnstrand e Erland Josephson
- In einem Jahr mit 13 Monden, de Rainer Werner Fassbinder
- Invasion of the Body Snatchers, de Philip Kaufman, com Donald Sutherland, Brooke Adams, Jeff Goldblum e Leonard Nimoy
- The Last Waltz, de Martin Scorsese
- Midnight Express, de Alan Parker, com Brad Davis, Randy Quaid e John Hurt
- Moy laskovyy i nezhnyy zver, de Emil Loteanu
- Nighthawks, de Ron Peck
- Perceval le Gallois, de Eric Rohmer
- Pretty Baby, de Louis Malle, com Brooke Shields, Keith Carradine e Susan Sarandon
- Préparez vos mouchoirs, de Bertrand Blier, com Gérard Depardieu, Carole Laure e Patrick Dewaere
- Prova d'orchestra, de Federico Fellini
- O Rei das Berlengas, de Artur Semedo, com Mário Viegas e Paula Guedes
- The Shout, de Jerzy Skolimowski, com Alan Bates, Susannah York e John Hurt
- Straight Time, de Ulu Grosbard, com Dustin Hoffman, Theresa Russell e Harry Dean Stanton
- Superman, de Richard Donner, com Christopher Reeve, Marlon Brando, Gene Hackman, Glenn Ford, Trevor Howard, Margot Kidder e Terence Stamp
- An Unmarried Woman, de Paul Mazursky, com Jill Clayburgh e Alan Bates
- Veredas, de João César Monteiro, com Manuela de Freitas e Margarida Gil
- Violette Nozière, de Claude Chabrol, com Isabelle Huppert e Stéphane Audran
- The Wild Geese, de Andrew V. McLaglen, com Richard Burton, Roger Moore e Richard Harris

## Nascimentos
| Data            | Nome                | Profissão                       | Nacionalidade  | Observações | Ref   |  |
| --------------- | ------------------- | ------------------------------- | -------------- | ----------- | ----- |  |
| 14 de fevereiro | Danai Gurira        | atriz                           | Estados Unidos |             |       |  |
| 17 de fevereiro | Rodney Scott        | ator                            | Estados Unidos |             |       |  |
| 21 de fevereiro | Kumail Nanjiani     | ator                            | Paquistão      |             |       |  |
| 1 de março      | Jensen Ackles       | ator                            | Estados Unidos |             |       |  |
| 6 de abril      | Lauren Ridloff      | atriz                           | Estados Unidos |             |       |  |
| 21 de Maio      | Lisette Morelos     | Atriz                           | México         |             |       |  |
| 11 de junho     | Joshua Jackson      | ator                            | Canadá         |             |       |  |
| 16 de junho     | Daniel Brühl        | ator                            | Espanha        |             |       |  |
| 19 de junho     | Zoë Saldaña         | atriz                           | Estados Unidos |             |       |  |
| 19 de junho     | Mark Matkevich      | ator                            | Estados Unidos |             |       |  |
| 28 de junho     | Ha Ji-won           | atriz                           | Coreia do Sul  |             |       |  |
| 17 de julho     | Justine Triet       | cineasta, roteirista e editora  | França         |             |       |  |
| 04 de Agosto    | João Paulo Cuenca   | cineasta                        | Brasil         | J.P. Cuenca |       |  |
| 22 de Agosto    | James Corden        | apresentador, ator e comediante | Reino Unido    |             |       |  |
| 23 de Setembro  | Anthony Mackie      | ator                            | Estados Unidos |             |       |  |
| 28 de outubro   | Gwendoline Christie | atriz                           | Reino Unido    |             |       |  |
| 30 de outubro   | Paulo Gustavo       | ator                            | Brasil         | m. 2021     |       |  |
| 12 de novembro  | Céline Sciamma      | cineasta e roteirista           | França         |             |       |  |
| 17 de novembro  | Rachel McAdams      | atriz                           | Canadá         |             |       |  |
| 24 de novembro  | Katherine Heigl     | atriz                           | Estados Unidos |             |       |  |
| 8 de dezembro   | Ian Somerhalder     | ator                            | Estados Unidos |             |       |  |
| 18 de dezembro  | Katie Holmes        | atriz                           | Estados Unidos |             |       |  |
| 30 de dezembro  | Tyrese Gibson       | ator e cantor                   | Estados Unidos |             | [ 1 ] |  |

## Mortes
| Data           | Nome           | Profissão             | Nacionalidade           | Observações | Ref |
| -------------- | -------------- | --------------------- | ----------------------- | ----------- | --- |
| 12 de março    | John Cazale    | ator                  | Estados Unidos          | n. 1935     |     |
| 20 de junho    | Mark Robson    | diretor               | Canadá / Estados Unidos | n. 1913     |     |
| 26 de agosto   | Charles Boyer  | ator                  | França / Estados Unidos | n. 1899     |     |
| 28 de agosto   | Robert Shaw    | ator                  | Reino Unido             | n. 1927     |     |
| 10 de dezembro | Ed Wood        | diretor e produtor    | Estados Unidos          | n. 1924     |     |
| ??             | Ademar Gonzaga | cineasta e jornalista | Brasil                  | n. 1901     |     |